# Госциково
Госциково (пол. Gościkowo) — село в Польщі, у гміні Свебодзін Свебодзінського повіту Любуського воєводства.
Населення — 427 осіб (2011).
У 1975-1998 роках село належало до Зеленогурського воєводства.

## Демографія
Демографічна структура станом на 31 березня 2011 року:
|          | Загалом | Допрацездатний вік | Працездатний вік | Постпрацездатний вік |
| -------- | ------- | ------------------ | ---------------- | -------------------- |
| Чоловіки | 242     | 38                 | 189              | 15                   |
| Жінки    | 185     | 34                 | 113              | 38                   |
| Разом    | 427     | 72                 | 302              | 53                   |